# El Salvador International 2019
Die El Salvador International 2019 im Badminton fanden vom 3. bis zum 8. Dezember 2019 in San Salvador statt.

## Sieger und Platzierte
| Disziplin    | Gold                              | Silber                                | Bronze                                            |
| ------------ | --------------------------------- | ------------------------------------- | ------------------------------------------------- |
| Herreneinzel | Uriel Canjura                     | Howard Shu                            | Rubén Castellanos                                 |
| Herreneinzel | Uriel Canjura                     | Howard Shu                            | Job Castillo                                      |
| Dameneinzel  | Daniela Macías                    | Haramara Gaitan                       | Diana Corleto Soto                                |
| Dameneinzel  | Daniela Macías                    | Haramara Gaitan                       | Katherine Lara                                    |
| Herrendoppel | Jonathan Solís Aníbal Marroquín   | Brandon Alavardo Christopher Martínez | Yeison del Cid Antonio Ortíz                      |
| Herrendoppel | Jonathan Solís Aníbal Marroquín   | Brandon Alavardo Christopher Martínez | Víctor García José Alejandro Orellana             |
| Damendoppel  | Daniela Macías Dánica Nishimura   | Ana Albanés Sara Barrios              | Alejandra José Paiz Quân Mariana Isabel Paiz Quan |
| Damendoppel  | Daniela Macías Dánica Nishimura   | Ana Albanés Sara Barrios              | Wendy Nayeli Recinos Lucero Rodríguez             |
| Mixed        | Jonathan Solís Diana Corleto Soto | José Granados Sara Barrios            | Brandon Alavardo Alejandra José Paiz Quân         |
| Mixed        | Jonathan Solís Diana Corleto Soto | José Granados Sara Barrios            | Yeison del Cid Ana Albanés                        |